# IMAG
Die IMAG GmbH (Internationale Messe- und Ausstellungsgesellschaft) ist ein Tochterunternehmen der Messe München GmbH und Deutschlands älteste Auslandsmessegesellschaft. Das Unternehmen mit Sitz in München organisiert eigene Messen sowie Messebeteiligungen für öffentliche und private Auftraggeber weltweit.
Die IMAG GmbH wurde 1946 von Joachim Hietzig in München gegründet und war bisher an über 5000 internationalen Ausstellungen beteiligt.
Das Portfolio der IMAG umfasst derzeit etwa 30 Messen in rund 20 Ländern, insbesondere in den Branchen Automobile, Nutzfahrzeuge und Zuliefererindustrie; Baumaschinen, Baumaterialien und Bergbau; Produktionsmaschinen und weitere Industrien; Umwelttechnologie und Analytik.
Zu den Veranstaltungen gehören beispielsweise die weltgrößte Automesse Auto Shanghai, deren europäischer Co-Veranstalter die IMAG ist, die analytica Vietnam und die IranConMin.  
Als offizielle Durchführungsgesellschaft organisiert die IMAG außerdem im Auftrag verschiedener Ministerien gemeinsame Auftritte von Unternehmen auf ausgewählten Auslandsmessen. Diese sogenannten Gemeinschaftsstände oder Länderpavillons ermöglichen deutschen Firmen einen Messeauftritt zu vergünstigten Standpreisen unter dem Label „made in Germany“.